# Party (1984)
Party (Hindi पार्टी pārṭī) ist ein indischer Spielfilm von Govind Nihalani aus dem Jahr 1984.

## Handlung
Die reiche Witwe Damayanti gibt zu Ehren des Schriftstellers Diwankar Barve eine Party, da dieser jüngst mit einem prestigeträchtigen Literaturpreis ausgezeichnet wurde. Sie lebt allein mit ihren beiden erwachsenen Kindern in einer großen Villa und pflegt ihre Rolle als Patronin der Künste.
Neben dem Schriftsteller und seiner Lebensgefährtin Mohini – einer abgehalfterten, alkoholkranken Schauspielerin – sind zahlreiche weitere Persönlichkeiten der literarischen und kulturellen Elite der Stadt eingeladen. Die beiden sind nicht sehr begeistert die Party zu besuchen, doch gerade die Vertreter des journalistischen Bereiches sind besonders erpicht.
Die Anwesenden sind:

Damayantis Tochter Sona, die eine junge uneheliche Mutter eines Babys von Sahni ist. Sie ist in den Schriftsteller und Aussteiger Amrit verliebt und erhält von ihm gleich am Anfang einen romantischen Brief. Während der Party muss sie sich um die betrunkene Mohini kümmern und sich der Avancen von Agashe erwehren.

Damayantis Sohn Rahul, der mit seinen Freunden in einem anderen Raum des Hauses seine eigene Party mit amerikanischer Popmusik feiert.

Ein Doktor der Psychologie, der seit 25 Jahren als Damayantis Freund an ihrer Seite steht und mit ihr die Party managt, aber sich von den Konversationen versucht fernzuhalten.

Die junge Journalistin Vrinda aus wohlhabendem Hause, die mit spitzen Kommentaren so manchen Partygast beleidigt, sich aber schließlich Bharat anheischig macht.

Die Verlegerin Ruth Abraham, die aus beruflichen Gründen den Kontakt zur intellektuellen Elite pflegt und ihren Angestellten Subhash zur Party mitbringt.

Subhash, ein junger Mann, der die verheiratete Malvika verführt, obgleich Ruth ihn gebeten hatte, das zu unterlassen.

Bharat, ein junger aufstrebender Autor.

Ravindra, ein renommierter Theaterschauspieler.

Agashe, ein kommerzieller Autor von Theaterstücken im mittleren Alter, der als Emporkömmling von vielen verachtet wird, aber nicht gemieden werden kann. Damayanti hält ihn unter Sonas Umständen für einen geeigneten Ehemann für ihre Tochter.

Malvika, eine junge Frau aus der Oberschicht, die sich mit Subhash auf die Parallelparty von Rahul zurückzieht.

Ihr Ehemann Narendra, der bei Partys immer einschläft, und deshalb von allem nicht merkt.

Avinash, ein Freund von Amrit, der erst spät auf der Party erscheint und von Amrit und seinem Aktivitäten unter den Adivasis berichtet, wo er mit ihm eine Zeitlang lebte. Seiner Ansicht nach muss Kunst politisch sein.
Die Hauptakteure treffen in wechselnden Kombinationen aufeinander und entfalten in ihren Gesprächen ein psychologisches Drama, das das Beziehungsgeflecht der Personen aufzeigt. Neben den persönlichen Problemen der Anwesenden kommt die Unterhaltung immer wieder auf den talentierten Autor Amrit, der seine vielversprechende Karriere in der Literaturszene mit einem Leben unter Adivasis getauscht hat, die er in ihrem Kampf gegen Unterdrückung unterstützt. Seine Intention, eine Brücke zwischen Worten und Taten zu bauen, ist allseits geachtet und beschäftigt die Partygäste. Am Ende der Party erfährt Avinash von der Ermordung Amrits. Sona, die Amrit liebt und in ihm insgeheim ihre Zukunft gesehen hat, ist emotional zerstört.
Der Film endet mit einer nächtlichen Vision Diwankars und Bharats, in der der schwer verwundete, sterbende Amrit erscheint.

## Sonstiges
Der Film basiert auf dem Marathi-Theaterstück Party von Mahesh Elkunchwar aus dem Jahr 1976. Für den Regisseur Nihalani besteht der Unterschied zwischen dem Theaterstück und dem Film darin, dass sich das Theaterstück mit der Frage von Kunst gegenüber Leben auseinandersetzt, der Film hingegen sich damit befasst, ob ein Mensch zwei gegensätzliche Moralvorstellungen einerseits als Künstler andererseits als Mensch in sich tragen kann.

## Kritik
„Das originale Marathi-Stück wurde wegen seiner oberflächlichen Darstellung der Bombayer Intellektuellen kritisiert und der Film verbessert die Sache nicht wirklich.“

## Auszeichnungen
- 32. National Film Awards 1985
  - beste Nebendarstellerin: Rohini Hattangadi
- Asia-Pacific Film Festival 1985
  - beste Schauspielerin: Vijaya Mehta